# Rhododendron caucasicum
Espèce
Classification phylogénétique
Rhododendron caucasicum, ou rhododendron du Caucase, est une espèce de rhododendrons endémiques des montagnes du Caucase que l'on peut trouver notamment dans le territoire de la réserve naturelle du Caucase.

## Description
Le rhododendron du Caucase peut atteindre un mètre ou un mètre cinquante de hauteur. Ses tiges foncées sont rampantes et ses feuilles ovales d'un vert soutenu sont feutrées de rouge en dessous. Ses fleurs, groupées en couronne, de 3 cm de longueur et de diamètre sont de couleur blanche tirant sur le jaune. Leur couleur varie suivant les régions: blanc ou blanc jaunâtre dans le Caucase de l'Ouest, blanc crème ou tirant sur le rose (dans le nord de l'Arménie près de Gamzatchiman et dans la chaîne de Trialeti en Géorgie). Sa variété rose Rhododendron caucasicum var. roseum se rencontre dans la montagne du Tcheguet à côté du mont Elbrouz.

## Habitat
Cette plante est endémique du Caucase, surtout dans le Grand Caucase et le Petit Caucase et descend vers la Turquie du nord, notamment vers la chaîne du Lazistan. Elle croît entre 1 600 et 3 000 mètres d'altitude. c'est donc une plante subalpine. En Russie, on la rencontre au Daghestan, en Ossétie du Nord, en Tchétchénie, en Ingouchétie, dans la république autonome karatchaïévo-tcherkesse et en Kabardino-Balkarie.